# Piripicchio - L'ultima mossa
 Piripicchio - L'ultima mossa  è un film commedia italiano del 2010 diretto da Vito Giuss Potenza, dedicato a Michele Genovese, noto con il nome d'arte Piripicchio.

## Trama
Negli anni '70 si svolge la storia di Michele Genovese, noto con il nome d'arte Piripicchio, raccontata insieme a quella di un ragazzo, Vincent, che scappa dalla agiata casa (litiga con il padre, medico militare dalle idee nostalgiche) per seguire da vicino questo attore, comico e mimo (realmente vissuto).
Il ragazzo lascia anche la sua ragazza, Patty, per viaggiare con questo artista di strada fin in Sicilia. La polizia lo cerca senza esito e la coppia circola liberamente per i paesi della provincia di Bari.
Piripicchio canta più volte il suo abituale motivetto: “era un bel giornoo di maggioooo, il soleee coceva cocevaaaa, il fringuello cantava cantavaaaaaaaa“ e spiega che il suo soprannome deriva dal fatto che, nelle sue prime esibizioni, si faceva precedere da un piffero che suonava: “pi, ri, pi, ri, pì”. Il suo sogno era di esibirsi nel teatro Piccinni di Bari.
Il suo sogno di esibirsi nel teatro Piccinni di Bari venne esaudito nel giugno del 1977. Nel corso di una serata presentata da Gianni Roman, per premiare i vincitori della prima marcialonga dei tre ponti di Bari, un giovane poeta dialettale, Vito Bellomo, si prestò per accompagnare, con la chitarra di un noto comico barese, Piripicchio, che eseguì la celebre" Era un bel giorno di maggio...", commuovendosi e ringraziando Vito Bellomo.

## Produzione
Il film è ambientato e girato quasi tutto in Puglia, tranne una scena all'esterno di Cinecittà a Roma e alcune inquadrature presentate come in Sicilia. Le riprese si sono fatte a Barletta (scene iniziali del film con il colosso), Bari (scuola Scacchi, vie del centro, lungomare, teatro Piccinni), Bitonto (città vecchia, Cattedrale), Santo Spirito (lungomare, La Barcaccia).
Film presentato il 9 novembre 2010 in anteprima al cinema Armenise di Bari.